# قانون کانابیس
قانون کانابیس  یا قانون شاه‌دانه (به انگلیسی: Cannabis Act) (به فرانسوی: Loi sur le cannabis) که به عنوان لایحه C-45 نیز شناخته می‌شود، قانونی است که استفادهٔ تفریحی از ماری‌جوانا را در کانادا در ترکیب با قانون همراه خود یعنی لایحه C-46، قانونی برای اصلاح قانون کیفری قانونی می‌کند. این قانون در کنار ممنوعیت ۱۹۲۳ نقطه عطفی در تاریخچه قانونی ماری‌جوانا در کانادا است.
این لایحه در اواخر نوامبر ۲۰۱۷ به تصویب مجلس عوام رسید و در ۷ ژوئن ۲۰۱۸ در سنا به تصویب رسید و مجلس برخی از اصلاحات سنا را پذیرفت و این لایحه را در ۱۸ ژوئن به سنا بازگرداند سپس مجلس سنا نسخهٔ نهایی این لایحه را در ۱۹ ژوئن تصویب کرد و در ۲۱ ژوئن موافقت سلطنتی را دریافت کرد. کانادا بعد از اروگوئه دومین کشور در جهان است که مصرف تفننی ماری‌جوانا را در سراسر کشور قانونی کرده است.

## تاریخچه منتهی به تصویب قانون
حزب لیبرال در سال ۲۰۱۲ قانونی کردن مصرف ماری‌جوانا را پیشنهاد کرد. قانونی‌سازی یکی از شعارهای تبلیغاتی جاستین ترودو بود که در سال ۲۰۱۵ نخست‌وزیر شد. مدت کوتاهی پس از انتخابات، کمیته ویژه قانونی‌سازی و تنظیم کانابیس (به انگلیسی: Task Force on Cannabis Legalization and Regulation) برای بررسی این موضوع تشکیل شد. آن‌ها گزارشی را در ۱۳ دسامبر ۲۰۱۶ منتشر کردند. در ۱۰ آوریل ۲۰۱۷، سی‌بی‌سی نیوز و منابعی در کشورهای دیگر گزارش دادند که لیبرال‌ها قصد دارند تا ۱۳ آوریل قوانین را ارائه کنند، تا بتوانند پیش از تعطیلات ۴۲۰ قانونی‌سازی را انجام دهند. تاریخ قانونی شدن قبل از اول ژوئیه ۲۰۱۸ تعیین شد تا با روز کانادا مداخله نداشته باشد. سیاستگذاران کانادایی از مقررات ماری‌جوانا در کلرادو، واشینگتن و اروگوئه برای تصویب این قانون الگو گرفتند.

## قانون و مفاد آن

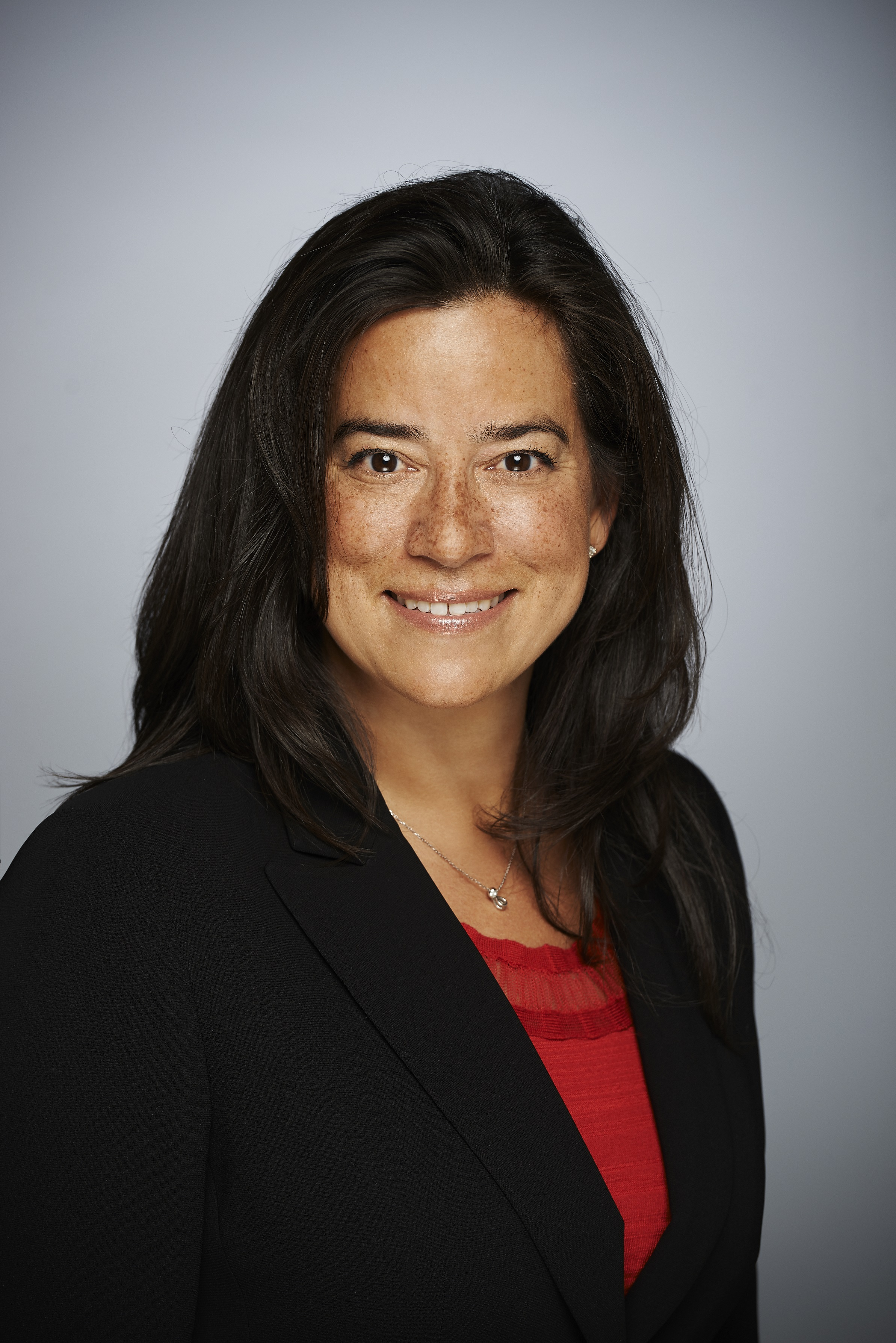
وزیر دادگستری جودی ویلسون-ریبولد (تصویر در سال ۲۰۱۴) از حامیان این لایحه بود.

در ۱۳ آوریل ۲۰۱۷، لایحه C-45، با عنوان کوتاه قانون کانابیس، با حمایت جودی ویلسون-ریبولد، وزیر دادگستری و دادستان کل کانادا به پارلمان ارائه شد. این قانون استفاده از ماری‌جوانا را برای افراد بالای ۱۸ سال در تمامی کشور قانونی می‌کند و هر فرد اجازه دارد تا ۳۰ گرم ماری‌جوانا در اختیار داشته باشد. هر استان می‌تواند محدودیت‌های بیشتری برای مالکیت، فروش و مصرف ماری‌جوانا وضع کند. فروش قانونی در فروشگاه‌های خرده‌فروشی یا از طریق پست انجام می‌شود. استان‌ها مسئول راه‌اندازی سیستم خرده‌فروشی هستند. تحویل پستی توسط دولت فدرال انجام خواهد شد. در ۱۴ آوریل ۲۰۱۷ گفته شد که اکثریت قابل قبولی از حزب حاکم لیبرال و احزاب مخالف محافظه‌کار و حزب دموکرات جدید حامی این لایحه هستند.
تولید شخصی: افراد مجاز به پرورش تا حداکثر چهار گیاه برای استفاده شخصی هستند. در حالی که فروش ماری‌جوانای خوراکی (شیرینی‌ها، نوشیدنی‌ها و غیره) در ابتدا مجاز نخواهد بود، افراد می‌توانند ماری‌جوانای خوراکی را در خانه برای مصرف شخصی خود درست کنند.
تبلیغات و بسته‌بندی: شرکت‌ها مجاز به برندسازی برای محصولات خود هستند، اما باید از هر چیزی که می‌تواند مستقیماً برای کودکان جذاب باشد، مانند شخصیت‌های کارتونی، حیوانات یا تأیید افراد مشهور اجتناب کنند. حمایت مالی رویدادها توسط این شرکت‌ها نیز مجاز نیست. شرکت‌ها همچنین می‌توانند اطلاعات محصول را روی بسته‌بندی خود درج کنند، مانند میزان تی‌اچ‌سی، که به مصرف‌کنندگان کمک می‌کند تا در مورد محصولی که می‌خرند تصمیم بگیرند. تبلیغات فقط در مکان‌هایی مجاز است که کودکان آن‌ها را مشاهده نکنند.

### پیش‌بینی درآمد
در سال ۲۰۱۷ پیش‌بینی می‌شد که بیش از ۶۷۵ میلیون دلار در سال درآمد مالیاتی عاید خزانه ملی کانادا شود.

## واکنش‌ها
انتظار می‌رود قانونی‌سازی ملی ماری‌جوانا در شمال مرز کانادا-ایالات متحده، یک فشار رقابتی برای ایالات متحده ایجاد کند تا این کشور نیز مصرف ماری‌جوانا را در سطح فدرال آزاد اعلام کند و از خروج درآمدهای مالیاتی به خارج از کشور جلوگیری کند.
بسیاری از فقدان طرحی در این قانون برای حذف سوابق جنایی افرادی که پیش از قانونی‌سازی متهم به در اختیار داشتن ماری‌جوانا شده‌اند، ابراز ناامیدی کردند. هر فردی که قبلاً به در اختیار داشتن ماری‌جوانا با وزن زیر ۳۰ گرم متهم شده، با گذشت پنج سال از محکومیت خود می‌تواند تقاضای پاک شدن سوابقش را ارائه کند. به همین خاطر برخی از فعالان بر این باورند که این قانونی‌سازی «قانون‌سازی واقعی» نیست و به افرادی که از طبقات محروم هستند کمکی نمی‌کند.
در یک واکنش طنزآمیز در بیورتون، یک نشریه فکاهی آنلاین کانادایی، گفته شد که قانونی شدن ماری‌جوانا در کشوری که ماری‌جوانای فراوانی در آن وجود دارد، کیفیت آن را بدتر می‌کند و همچنین دسترسی به آن را دشوار می‌نماید. Canoe.com در سرمقاله خود نوشت که این لایحه با عجله تصویب شده و نتوانست نگرانی‌های مربوط به ایجاد بازار سیاه را برطرف کند و همچنین محدودیت‌هایی برای رانندگان وسایل نقلیه در آن در نظر گرفته نشده.
در طول انتخابات میان‌دوره‌ای مجلس در سگنه–لاک-سن-ژان، بحث در مورد قانونی شدن ماری‌جوانا یکی از مسائل اصلی بود. مارک مالتیس، کاندیدای بلوک کبکوا، نسبت به توانایی این لایحه در احترام به حوزه قضایی استان ابراز نگرانی کرد. کاندیدای NDP نیز گفت که ضرب الاجل اول ژوئیه برای اجرای این قانون بسیار زود است.

### اجرای نهایی
این لایحه پس از تصویب در مجلس عوام به مجلس سنا ارسال شد. در ۱ ژوئن ۲۰۱۸، مجلس سنا اصلاحیه‌ای را برای C-45 تصویب کرد. طبق این اصلاحیه، فروش و نمایش کالاهای مرتبط با ماری‌جوانا غیرقانونی است و تبلیغ عمومی ماری‌جوانا نیز با دشواری همراه خواهد بود. با این حال، این اصلاحیه زمانی که این لایحه به مجلس عوام بازگردانده شد، توسط دولت لیبرال رد شد و در نسخه نهایی C-45 که موافقت سلطنتی را دریافت کرد، وجود ندارد.
در ۱۹ ژوئن ۲۰۱۸، سنا این لایحه را تصویب کرد و نخست‌وزیر ۱۷ اکتبر ۲۰۱۸ را به عنوان تاریخ شروع قانونی شدن ماری‌جوانا اعلام کرد. کانادا به دومین کشور (پس از اروگوئه) تبدیل شد که مصرف ماری‌جوانا را قانونی می‌کند.
همان‌طور که انتظار می‌رفت استفاده از ماری‌جوانا برای مقاصد تفریحی از ۱۷ اکتبر ۲۰۱۸، بر اساس قانون کانابیس در سراسر کشور قانونی شد. افراد ۱۸سال به بالا می‌توانند تا ۳۰ گرم ماری‌جوانای خشک‌شده یا «شکل غیر خشک‌شده معادل با آن» را در ملاء عام در اختیار داشته باشند. بزرگسالان همچنین مجاز به تهیه خوراکی و نوشیدنی با ماری‌جوانا هستند «تا زمانی که از حلال‌های ارگانیک برای تولید محصولات غلیظ استفاده نشود». هر خانوار مجاز است تا چهار گیاه ماری‌جوانا را از «بذر یا نهال مجاز» پرورش دهد. در واکنش به اجرای این قانون، مجلس ملی کبک قانونی را تصویب کرد که انحصار استانی برای فروش ماری‌جوانا ایجاد می‌کند و همچنین در اختیار داشتن گیاه ماری‌جوانا و کشت آن‌ها برای مقاصد شخصی در یک خانه مسکونی را ممنوع می‌کند.  مجلس قانونگذاری مانیتوبا نیز قانون مشابهی را تصویب کرد.  در آوریل ۲۰۲۳، دادگاه عالی کانادا در پرونده موری هال علیه کبک (دادستان کل) حکم داد که این اقدامات معتبر و در حوزه صلاحیت قضایی استان‌هاست.
هر استان رویه‌های خود را برای خرده‌فروشی تعیین می‌کند، و این روش‌ها در مورد مالکیت فروشگاه‌های خرده‌فروشی (دولت یا شرکت خصوصی) متفاوت است، اما همه استان‌ها تصمیم گرفتند گزینه‌ای را برای فروش آنلاین ارائه دهند.
از آنجایی که طبق قوانین فدرال، ماری‌جوانا در ایالات متحده غیرقانونی است، دولت کانادا به مردم هشدار داد که «استفاده قبلی از ماری‌جوانا، یا هر ماده‌ای که توسط قوانین فدرال ایالات متحده ممنوع شده، می‌تواند شما را از ورود به ایالات متحده منع کند». کانادایی‌ها که در سفرهای داخلی خود مجاز به حمل حداکثر ۳۰ گرم ماری‌جوانا هستند. رانندگی تحت تأثیر مواد همچنان غیرقانونی است.

## نتایج
بر اساس گزارش دیلویت کانادا، تا سال ۲۰۲۲، صنعت ماری‌جوانا در کانادا ۴۳٫۵ میلیارد دلار به تولید ناخالص داخلی کانادا کمک کرده است. همچنین ۹۸٬۰۰۰ شغل ایجاد کرده و بیش از ۱۵ میلیارد دلار مالیات پرداخت کرده است.